# Claudia Kohde-Kilsch
Claudia Gertrud Kohde-Kilsch (ur. 11 grudnia 1963 w Saarbrücken) – niemiecka tenisistka, zwyciężczyni turniejów wielkoszlemowych w grze podwójnej, zdobywczyni Pucharu Federacji, medalistka olimpijska.

## Kariera tenisowa
Jej kariera zawodowa przypadła na lata 1980–1994. W grze pojedynczej wygrała osiem turniejów cyklu WTA, kilkakrotnie uczestniczyła w turnieju WTA Finals, we wrześniu 1985 została sklasyfikowana na pozycji nr 4. w rankingu gry pojedynczej kobiet. W turnieju w Oakland w 1981 wyeliminowała w 1 rundzie Navrátilovą, dla której była to jedna z nielicznych porażek (szczególnie w tamtym okresie jej kariery) na tak wczesnym etapie rywalizacji turniejowej.
Jeszcze większe sukcesy ma na koncie jako deblistka. Tworzyła udane pary m.in. ze Graf, Bunge, Pfaff, ale przede wszystkim z Czeszką Sukovą. Wraz z Sukovą stanowiła drugą parę rankingu deblistek WTA (za Navrátilovą i Shriver), w latach 1983–1987 wygrały one wspólnie 19 turniejów, w tym US Open 1985 i Wimbledon 1987. Z kolei w parze ze Steffi Graf Kohde sięgnęła po brązowy medal olimpijski w Seulu (1988).
Była również wieloletnią reprezentantką Niemiec (RFN) w Pucharze Federacji. W 1987 przyczyniła się do pierwszego triumfu Niemek w tych rozgrywkach, w parze z Graf wygrywając mecz deblowy z Amerykankami Shriver i Evert (Niemki przegrywały już 1:6, 0:4, by ostatecznie wygrać 1:6, 7:5, 6:4).
Pod koniec lat 80. wielokrotnie musiała przerywać regularne występy turniejowe ze względu na kontuzje. Nie rezygnowała jednak z gry, kontynuując występy do połowy 1994; władze organizacji WTA doceniły jej wysiłki, nominując Kohde do nagrody „Najbardziej udanego powrotu do sportu” w 1992. Ostatecznie Niemka zakończyła występy w 1994, chociaż w deblu występowała jeszcze sporadycznie do 1997, wprowadzając (bez większego powodzenia) do tenisa zawodowego młodszą siostrę przyrodnią, Katrin Kilsch. Grała również w tenisowej Bundeslidze, sięgając po tytuły mistrzowskie w barwach Blau-Weiss Saarlouis.
Po zakończeniu kariery sportowej prowadzi wraz z mężem Chrisem Bennettem (piosenkarzem i producentem muzycznym) wydawnictwo muzyczne. Ma syna Fynna. Człon "Kohde" jest nazwiskiem jej ojca, "Kilsch" – nazwiskiem ojczyma.

## Historia występów wielkoszlemowych
Legenda
     W, wygrany turniej
     F, przegrana w finale
     SF, przegrana w półfinale
     QF, przegrana w ćwierćfinale
     xR, przegrana w x rundzie
     A, brak startu

### Występy w grze pojedynczej
| Australian Open        | 1R | 1R | 3R | 3R | 3R | SF | NH | SF | SF | QF | 1R | 1R | 2R | A | A | 0 / 12 | 25 – 12 |  |  |  |  |  |  |  |  |  |
| French Open            | 1R | 1R | 2R | 3R | 4R | SF | 4R | QF | 3R | 1R | 2R | 2R | 1R | A | A | 0 / 13 | 22 – 13 |  |  |  |  |  |  |  |  |  |
| Wimbledon              | A  | 2R | 4R | 4R | 4R | 2R | 3R | QF | A  | 3R | 3R | 3R | 2R | A | A | 0 / 11 | 24 – 11 |  |  |  |  |  |  |  |  |  |
| US Open                | A  | 1R | 3R | 2R | 4R | QF | 4R | QF | 3R | 1R | A  | 1R | A  | A | A | 0 / 10 | 19 – 10 |  |  |  |  |  |  |  |  |  |
|                        |    |    |    |    |    |    |    |    |    |    |    |    |    |   |   |        |         |  |  |  |  |  |  |  |  |  |
| Ranking na koniec roku | 78 | 20 | 19 | 24 | 8  | 5  | 7  | 10 | 12 | 36 | 46 | 78 | 79 | - | - | 0 / 46 | 90 – 46 |  |  |  |  |  |  |  |  |  |

### Występy w grze podwójnej
| Australian Open        | QF                  | 1R                  | F                   | 1R                  | F  | F  | NH | SF | A  | 3R | A  | 1R | 3R | A | A | A | A | A | 0 / 10 | 21 – 10  |  |  |  |  |  |  |
| French Open            | 1R                  | SF                  | QF                  | QF                  | F  | F  | SF | SF | F  | 1R | QF | 3R | 1R | A | A | A | A | A | 0 / 13 | 37 – 13  |  |  |  |  |  |  |
| Wimbledon              | A                   | 1R                  | SF                  | QF                  | QF | SF | 2R | W  | A  | 3R | 2R | 3R | 3R | A | A | A | A | A | 1 / 11 | 26 – 10  |  |  |  |  |  |  |
| US Open                | A                   | QF                  | SF                  | A                   | 3R | W  | QF | QF | 3R | A  | A  | QF | A  | A | A | A | A | A | 1 / 8  | 26 – 7   |  |  |  |  |  |  |
|                        |                     |                     |                     |                     |    |    |    |    |    |    |    |    |    |   |   |   |   |   |        |          |  |  |  |  |  |  |
| Ranking na koniec roku | nie był publikowany | nie był publikowany | nie był publikowany | nie był publikowany | 5  | 4  | 3  | 3  | 8  | 37 | 52 | 24 | 25 | - | - | - | - | - | 2 / 42 | 110 – 40 |  |  |  |  |  |  |

### Występy w grze mieszanej
| Australian Open | turniej nie był rozgrywany | turniej nie był rozgrywany | turniej nie był rozgrywany | turniej nie był rozgrywany | turniej nie był rozgrywany | turniej nie był rozgrywany | turniej nie był rozgrywany | A | A | A | A | A | A | A | A | 0 / 0 | 0 – 0 |  |  |  |  |  |  |  |  |  |  |
| French Open     | A                          | A                          | A                          | A                          | A                          | A                          | A                          | A | A | A | A | A | A | A | A | 0 / 0 | 0 – 0 |  |  |  |  |  |  |  |  |  |  |
| Wimbledon       | A                          | 3R                         | 1R                         | A                          | A                          | A                          | 2R                         | A | A | A | A | A | A | A | A | 0 / 3 | 3 – 3 |  |  |  |  |  |  |  |  |  |  |
| US Open         | A                          | A                          | A                          | A                          | A                          | A                          | A                          | A | A | A | A | A | A | A | A | 0 / 0 | 0 – 0 |  |  |  |  |  |  |  |  |  |  |
|                 |                            |                            |                            |                            |                            |                            |                            |   |   |   |   |   |   |   |   |       |       |  |  |  |  |  |  |  |  |  |  |
|                 |                            |                            |                            |                            |                            |                            |                            |   |   |   |   |   |   |   |   | 0 / 3 | 3 – 3 |  |  |  |  |  |  |  |  |  |  |

## Finały turniejów WTA
| Legenda                   | Legenda |
| ------------------------- | ------- |
| Wielki Szlem              |         |
| Igrzyska olimpijskie      |         |
| WTA Tour Championships    |         |
| WTA Doubles Championships |         |
| 1971 – 1987               |         |
| Virginia Slims Circuit    |         |
| Grand Prix Series         |         |
| Colgate Series            |         |
| 1988 – 2008               |         |
| Kategoria I               |         |
| Kategoria II              |         |
| Kategoria III             |         |
| Kategoria IV              |         |
| Kategoria V               |         |

### Gra pojedyncza 16 (8-8)
| Końcowy wynik | Nr | Data             | Turniej       | Nawierzchnia    | Przeciwniczka       | Wynik finału     |
| ------------- | -- | ---------------- | ------------- | --------------- | ------------------- | ---------------- |
| Zwyciężczyni  | 1. | 18 stycznia 1981 | Toronto       | Twarda (hala)   | Nina Bohm           | 4:6, 6:2, 7:5    |
| Zwyciężczyni  | 2. | 19 lipca 1981    | Kitzbühel     | Ceglana         | Sylvia Hanika       | 7:5, 7:6         |
| Zwyciężczyni  | 3. | 31 stycznia 1982 | Pittsburgh    | Dywanowa (hala) | Eva Pfaff           | 6:4, 6:0         |
| Zwyciężczyni  | 4. | 21 marca 1982    | Austin        | Dywanowa (hala) | Helena Suková       | 7:6(5), 0:6, 6:3 |
| Finalistka    | 1. | 16 kwietnia 1984 | Hilton Head   | Ceglana         | Chris Evert-Lloyd   | 2:6, 3:6         |
| Zwyciężczyni  | 5. | 20 maja 1984     | Berlin        | Ceglana         | Kathleen Horvath    | 7:6(8), 6:1      |
| Finalistka    | 2. | 4 listopada 1984 | Zurych        | Dywanowa (hala) | Zina Garrison       | 1:6, 6:0, 2:6    |
| Finalistka    | 3. | 16 grudnia 1984  | Tokio         | Dywanowa (hala) | Manuela Maleewa     | 6:3, 4:6, 4:6    |
| Zwyciężczyni  | 6. | 4 sierpnia 1985  | Los Angeles   | Twarda          | Pam Shriver         | 6:2, 6:4         |
| Finalistka    | 4. | 12 sierpnia 1985 | Toronto       | Twarda          | Chris Evert-Lloyd   | 2:6, 4:6         |
| Finalistka    | 5. | 13 stycznia 1986 | Waszyngton    | Dywanowa (hala) | Martina Navrátilová | 6:4, 1:6, 4:6    |
| Finalistka    | 6. | 6 kwietnia 1986  | Marco Island  | Ceglana         | Chris Evert-Lloyd   | 4:6, 2:6         |
| Finalistka    | 7. | 20 kwietnia 1986 | Amelia Island | Ceglana         | Steffi Graf         | 4:6, 7:5, 6:7(3) |
| Finalistka    | 8. | 17 maja 1987     | Berlin        | Ceglana         | Steffi Graf         | 2:6, 3:6         |
| Zwyciężczyni  | 7. | 12 czerwca 1988  | Birmingham    | Trawiasta       | Pam Shriver         | 6:2, 6:1         |
| Zwyciężczyni  | 8. | 16 września 1990 | Kitzbühel     | Ceglana         | Rachel McQuillan    | 7:6(5), 6:4      |

### Gra podwójna 64 (25-39)
| Końcowy wynik | Nr  | Data                 | Turniej                      | Nawierzchnia    | Partnerka          | Przeciwniczki                          | Wynik finału        |
| ------------- | --- | -------------------- | ---------------------------- | --------------- | ------------------ | -------------------------------------- | ------------------- |
| Zwyciężczyni  | 1.  | 27 lipca 1980        | Kitzbühel                    | Ceglana         | Eva Pfaff          | Hana Mandlíková Renáta Tomanová        | walkower            |
| Zwyciężczyni  | 2.  | 19 lipca 1981        | Kitzbühel                    | Ceglana         | Eva Pfaff          | Elizabeth Little Yvonne Vermaak        | 6:4, 6:3            |
| Finalistka    | 1.  | 23 maja 1982         | Berlin                       | Ceglana         | Bettina Bunge      | Liz Gordon Beverly Mould               | 3:6, 4:6            |
| Finalistka    | 2.  | 21 listopada 1982    | Brisbane                     | Trawiasta       | Eva Pfaff          | Billie Jean King Anne Smith            | 3:6, 4:6            |
| Finalistka    | 3.  | 28 listopada 1982    | Sydney                       | Trawiasta       | Eva Pfaff          | Martina Navrátilová Pam Shriver        | 3:6, 6:2, 6:7       |
| Finalistka    | 4.  | 11 grudnia 1982      | Australian Open              | Trawiasta       | Eva Pfaff          | Martina Navrátilová Pam Shriver        | 4:6, 2:6            |
| Zwyciężczyni  | 3.  | 27 lutego 1983       | Oakland                      | Dywanowa (hala) | Eva Pfaff          | Martina Navrátilová Pam Shriver        | 3:6, 6:2, 6:7       |
| Finalistka    | 5.  | 27 marca 1983        | Virginia Slims Championships | Dywanowa (hala) | Eva Pfaff          | Martina Navrátilová Pam Shriver        | 5:7, 2:6            |
| Finalistka    | 6.  | 22 maja 1983         | Berlin                       | Ceglana         | Eva Pfaff          | Jo Durie Anne Hobbs                    | 4:6, 6:7(2)         |
| Zwyciężczyni  | 4.  | 10 lipca 1983        | Hittfeld                     | Ceglana         | Bettina Bunge      | Ivanna Madruga Catherine Tanvier       | 7:5, 6:4            |
| Zwyciężczyni  | 5.  | 15 kwietnia 1984     | Hilton Head                  | Ceglana         | Hana Mandlíková    | Anne Hobbs Sharon Walsh                | 7:5, 6:2            |
| Zwyciężczyni  | 6.  | 29 kwietnia 1984     | Orlando                      | Ceglana         | Hana Mandlíková    | Anne Hobbs Wendy Turnbull              | 6:0, 1:6, 6:3       |
| Finalistka    | 7.  | 9 czerwca 1984       | French Open                  | Ceglana         | Hana Mandlíková    | Martina Navrátilová Pam Shriver        | 7:5, 3:6, 2:6       |
| Finalistka    | 8.  | 27 sierpnia 1984     | Montreal                     | Twarda          | Hana Mandlíková    | Kathy Jordan Elizabeth Sayers          | 1:6, 2:6            |
| Zwyciężczyni  | 7.  | 21 października 1984 | Filderstadt                  | Dywanowa (hala) | Helena Suková      | Bettina Bunge Eva Pfaff                | 6:2, 4:6, 6:3       |
| Finalistka    | 9.  | 4 listopada 1984     | Zurych                       | Dywanowa (hala) | Hana Mandlíková    | Andrea Leand Andrea Temesvári          | 1:6, 3:6            |
| Zwyciężczyni  | 8.  | 25 listopada 1984    | Sydney                       | Trawiasta       | Helena Suková      | Wendy Turnbull Sharon Walsh            | 6:2, 7:6(4)         |
| Finalistka    | 10. | 8 grudnia 1984       | Australian Open              | Trawiasta       | Helena Suková      | Martina Navrátilová Pam Shriver        | 3:6, 4:6            |
| Zwyciężczyni  | 9.  | 16 grudnia 1984      | Tokio                        | Dywanowa (hala) | Helena Suková      | Elizabeth Smylie Catherine Tanvier     | 6:4, 6:4            |
| Finalistka    | 11. | 13 stycznia 1985     | Waszyngton                   | Dywanowa (hala) | Helena Suková      | Gigi Fernández Martina Navrátilová     | 3:6, 6:3, 3:6       |
| Finalistka    | 12. | 24 marca 1985        | Virginia Slims Championships | Dywanowa (hala) | Helena Suková      | Martina Navrátilová Pam Shriver        | 7:6(7), 4:6, 6:7(5) |
| Zwyciężczyni  | 10. | 19 maja 1985         | Berlin                       | Ceglana         | Helena Suková      | Steffi Graf Catherine Tanvier          | 6:4, 6:1            |
| Finalistka    | 13. | 8 czerwca 1985       | French Open                  | Ceglana         | Helena Suková      | Martina Navrátilová Pam Shriver        | 6:4, 2:6, 2:6       |
| Zwyciężczyni  | 11. | 4 sierpnia 1985      | Los Angeles                  | Twarda          | Helena Suková      | Hana Mandlíková Wendy Turnbull         | 6:4, 6:2            |
| Finalistka    | 14. | 18 sierpnia 1985     | Mahwah                       | Twarda          | Helena Suková      | Kathy Jordan Elizabeth Smylie          | 6:7(6), 3:6         |
| Zwyciężczyni  | 12. | 7 września 1985      | US Open                      | Twarda          | Helena Suková      | Martina Navrátilová Pam Shriver        | 6:7(5), 6:2, 6:3    |
| Finalistka    | 15. | 3 listopada 1985     | Zurych                       | Dywanowa (hala) | Helena Suková      | Hana Mandlíková Andrea Temesvári       | 4:6, 6:3, 5:7       |
| Finalistka    | 16. | 17 listopada 1985    | Brisbane                     | Trawiasta       | Helena Suková      | Martina Navrátilová Pam Shriver        | 4:6, 7:6(6), 1:6    |
| Finalistka    | 17. | 7 grudnia 1985       | Australian Open              | Trawiasta       | Helena Suková      | Martina Navrátilová Pam Shriver        | 3:6, 4:6            |
| Zwyciężczyni  | 13. | 15 grudnia 1985      | Tokio                        | Dywanowa (hala) | Helena Suková      | Marcella Mesker Elizabeth Smylie       | 6:0, 6:4            |
| Finalistka    | 18. | 12 stycznia 1986     | Waszyngton                   | Dywanowa (hala) | Helena Suková      | Martina Navrátilová Pam Shriver        | 5:7 3:6             |
| Finalistka    | 19. | 19 stycznia 1986     | Worcester                    | Dywanowa (hala) | Helena Suková      | Martina Navrátilová Pam Shriver        | 3:6, 4:6            |
| Zwyciężczyni  | 14. | 16 marca 1986        | Dallas                       | Dywanowa (hala) | Helena Suková      | Hana Mandlíková Wendy Turnbull         | 4:6, 7:5, 6:4       |
| Finalistka    | 20. | 24 marca 1986        | Virginia Slims Championships | Dywanowa (hala) | Helena Suková      | Hana Mandlíková Wendy Turnbull         | 4:6, 7:6(4), 3:6    |
| Zwyciężczyni  | 15. | 20 kwietnia 1986     | Amelia Island                | Ceglana         | Helena Suková      | Gabriela Sabatini Catherine Tanvier    | 6:2, 5:7, 7:6(7)    |
| Finalistka    | 21. | 22 czerwca 1986      | Eastbourne                   | Trawiasta       | Helena Suková      | Martina Navrátilová Pam Shriver        | 2:6, 4:6            |
| Finalistka    | 22. | 17 sierpnia 1986     | Los Angeles                  | Twarda          | Helena Suková      | Martina Navrátilová Pam Shriver        | 4:6, 3:6            |
| Finalistka    | 23. | 9 listopada 1986     | Worcester                    | Dywanowa (hala) | Helena Suková      | Martina Navrátilová Pam Shriver        | 5:7, 3:6            |
| Zwyciężczyni  | 16. | 16 listopada 1986    | Chicago                      | Dywanowa (hala) | Helena Suková      | Steffi Graf Gabriela Sabatini          | 6:7(5), 7:6(5), 6:3 |
| Finalistka    | 24. | 23 listopada 1986    | Virginia Slims Championships | Dywanowa (hala) | Helena Suková      | Martina Navrátilová Pam Shriver        | 6:7(1), 3:6         |
| Zwyciężczyni  | 17. | 1 lutego 1987        | Tokio, WTA Doubles           | Dywanowa (hala) | Helena Suková      | Elise Burgin Pam Shriver               | 6:1, 7:6(5)         |
| Finalistka    | 25. | 7 marca 1987         | Miami                        | Twarda          | Helena Suková      | Martina Navrátilová Pam Shriver        | 3:6, 6:7(6)         |
| Finalistka    | 26. | 10 maja 1987         | Rzym                         | Ceglana         | Helena Suková      | Martina Navrátilová Gabriela Sabatini  | 4:6, 1:6            |
| Zwyciężczyni  | 18. | 17 maja 1987         | Berlin                       | Ceglana         | Helena Suková      | Catarina Lindqvist Tine Scheuer-Larsen | 6:1, 6:2            |
| Zwyciężczyni  | 19. | 4 lipca 1987         | Wimbledon                    | Trawiasta       | Helena Suková      | Betsy Nagelsen Elizabeth Smylie        | 7:5, 7:5            |
| Finalistka    | 27. | 23 sierpnia 1987     | Toronto                      | Twarda          | Helena Suková      | Zina Garrison Lori McNeil              | 1:6, 2:6            |
| Zwyciężczyni  | 20. | 27 września 1987     | Hamburg                      | Ceglana         | Jana Novotná       | Natalia Bykova Leila Meschi            | 7:6(1), 7:6(6)      |
| Zwyciężczyni  | 21. | 15 listopada 1987    | Chicago                      | Dywanowa (hala) | Helena Suková      | Zina Garrison Lori McNeil              | 6:4, 6:3            |
| Finalistka    | 28. | 22 listopada 1987    | Virginia Slims Championships | Dywanowa (hala) | Helena Suková      | Martina Navrátilová Pam Shriver        | 1:6, 1:6            |
| Finalistka    | 29. | 3 stycznia 1988      | Brisbane                     | Trawiasta       | Helena Suková      | Betsy Nagelsen Pam Shriver             | 6:2, 5:7, 2:6       |
| Finalistka    | 30. | 10 stycznia 1988     | Sydney                       | Twarda          | Helena Suková      | Ann Henricksson Christiane Jolissaint  | 6:7(5), 6:4, 3:6    |
| Finalistka    | 31. | 13 marca 1988        | Boca Raton                   | Twarda          | Helena Suková      | Katrina Adams Zina Garrison            | 6:4, 5:7, 4:6       |
| Finalistka    | 32. | 10 kwietnia 1988     | Hilton Head                  | Ceglana         | Gabriela Sabatini  | Lori McNeil Martina Navrátilová        | 2:6, 6:2, 3:6       |
| Finalistka    | 33. | 15 maja 1988         | Berlin                       | Ceglana         | Helena Suková      | Isabelle Demongeot Nathalie Tauziat    | 2:6, 6:4, 4:6       |
| Finalistka    | 34. | 4 czerwca 1988       | French Open                  | Ceglana         | Helena Suková      | Martina Navrátilová Pam Shriver        | 2:6, 5:7            |
| Finalistka    | 35. | 23 października 1988 | Zurich                       | Dywanowa (hala) | Helena Suková      | Isabelle Demongeot Nathalie Tauziat    | 3:6, 3:6            |
| Zwyciężczyni  | 22. | 4 grudnia 1988       | Adelaide                     | Twarda          | Sylvia Hanika      | Lori McNeil Jana Novotná               | 5:7, 7:6(4), 4:6    |
| Finalistka    | 36. | 5 lutego 1989        | Tokio                        | Dywanowa (hala) | Mary Joe Fernández | Katrina Adams Zina Garrison            | 3:6, 6:3, 6:7(5)    |
| Finalistka    | 37. | 13 sierpnia 1989     | Los Angeles                  | Twarda          | Mary Joe Fernández | Martina Navrátilová Wendy Turnbull     | 2:5 krecz           |
| Zwyciężczyni  | 23. | 10 lutego 1991       | Oslo                         | Dywanowa (hala) | Silke Meier        | Sabine Appelmans Raffaella Reggi       | 3:6, 6:2, 6:4       |
| Zwyciężczyni  | 24. | 7 kwietnia 1991      | Hilton Head                  | Ceglana         | Natalla Zwierawa   | Mary-Lou Daniels Lise Gregory          | 6:4, 6:0            |
| Finalistka    | 38. | 11 sierpnia 1991     | Toronto                      | Twarda          | Helena Suková      | Łarysa Neiland Natalla Zwierawa        | 6:1, 5:7, 2:6       |
| Zwyciężczyni  | 25. | 1 marca 1992         | Indian Wells                 | Twarda          | Stephanie Rehe     | Jill Hetherington Kathy Rinaldi        | 6:3, 6:3            |
| Finalistka    | 39. | 4 października 1992  | Bayonne                      | Twarda (hala)   | Stephanie Rehe     | Linda Ferrando Petra Langrová          | 6:1, 3:6, 4:6       |

## Występy w Turnieju Mistrzyń

### W grze pojedynczej
| Rok             | Rezultat    | Przeciwniczka             | Wynik          |
| 1985            | I runda     | Helena Suková             | 6:7(6), 6:7(4) |
| 1986 (marzec)   | Ćwierćfinał | Hana Mandlíková           | 6:4, 3:6, 5:7  |
| 1986 (listopad) | Ćwierćfinał | Helena Suková             | 3:6, 6:7(5)    |
| 1987            | I runda     | Manuela Maleewa-Fragniere | 6:4, 3:6, 4:6  |
| 1988            | I runda     | Steffi Graf               | 1:6, 6:4, 1:6  |

### W grze podwójnej
| Rok             | Rezultat | Partnerka     | Przeciwniczki                     | Wynik               |
| 1983            | Finał    | Eva Pfaff     | Martina Navrátilová Pam Shriver   | 5:7, 2:6            |
| 1985            | Finał    | Helena Suková | Martina Navrátilová Pam Shriver   | 7:6(4), 4:6, 6:7(5) |
| 1986 (marzec)   | Finał    | Helena Suková | Hana Mandlíková Wendy Turnbull    | 4:6, 7:5, 6:4       |
| 1986 (listopad) | Finał    | Helena Suková | Martina Navrátilová Pam Shriver   | 6:7(1), 3:6         |
| 1987            | Finał    | Helena Suková | Martina Navrátilová Pam Shriver   | 1:6, 1:6            |
| 1988            | Półfinał | Helena Suková | Łarysa Sawczenko Natalla Zwierawa | 6:3, 4:6, 5:7       |

## Występy w turnieju WTA Doubles Championships
| Rok  | Rezultat   | Partnerka     | Przeciwniczki            | Wynik       |
| 1987 | Zwycięstwo | Helena Suková | Elise Burgin Pam Shriver | 6:1, 7:6(5) |

## Turnieje rangi ITF
| turnieje z pulą nagród 100 000 $ |
| turnieje z pulą nagród 75 000 $  |
| turnieje z pulą nagród 50 000 $  |
| turnieje z pulą nagród 25 000 $  |
| turnieje z pulą nagród 15 000 $  |
| turnieje z pulą nagród 10 000 $  |

### Gra podwójna 1 (1-0)
| Rezultat     | Data       | Turniej | ($)    | Naw.   | Partnerka     | Przeciwniczki                 | Wynik         |
| Zwyciężczyni | 18/02/1996 | Faro    | 10 000 | Twarda | Katrin Kilsch | Lesley Kramer Tacciana Puczak | 5:7, 6:2, 6:0 |

## Występy w igrzyskach olimpijskich

### Gra pojedyncza
|                                                                         |                         |                  |           |           |
| Letnie Igrzyska Olimpijskie w Seulu 1988, reprezentując państwo RFN [9] |                         |                  |           |           |
| I runda                                                                 | wolny los               | wolny los        | wolny los | wolny los |
| II runda                                                                | Włochy: Raffaella Reggi | 6:4, 6:7(6), 3:6 |           |           |

### Gra podwójna
| Runda                                                               | Partnerka       | Przeciwniczki                                      | Wynik         |
| ------------------------------------------------------------------- | --------------- | -------------------------------------------------- | ------------- |
|                                                                     |                 |                                                    |               |
| Letnie Igrzyska Olimpijskie w Seulu 1988, reprezentując państwo RFN |                 |                                                    |               |
| I runda                                                             | Steffi Graf [2] | wolny los                                          | wolny los     |
| Ćwierćfinał                                                         | Steffi Graf [2] | Kanada: Carling Bassett-Seguso / Jill Hetherington | 6:3, 3:6, 6:2 |
| Półfinał                                                            | Steffi Graf [2] | Czechosłowacja: Jana Novotná / Helena Suková [3]   | 5:7, 3:6      |